# Trogen dig, trogen dig
Trogen dig, trogen dig är en psalm komponerad för kör med text från 1881 av Ballington Booth och musik av Silas Jonas Vail.

## Publicerad i
- Frälsningsarméns sångbok 1929 som nr 73 i kördelen under rubriken "Helgelse".
- Frälsningsarméns sångbok 1968 som nr 67 i kördelen under rubriken "Helgelse".
- Frälsningsarméns sångbok 1990 som nr 802 under rubriken "Helgelse".